# Academia de Música de Liubliana
La Academia de Música de Liubliana o la Academia de Música de la Universidad de Liubliana (en esloveno: Akademija za glasbo Univerze v Ljubljani) es el principal conservatorio menor en Eslovenia. La institución tiene su origen en la Escuela de Música de la Sociedad Filarmónica de Eslovenia (fundada en 1821, indirectamente sucesor de la Academia Filarmónica de Liubliana Johann Berthold von Höffer, de 1701), que se convirtió en la base del Conservatorio de Liubliana en 1919, y luego en la Academia de Música de Liubliana en 1939. El programa de secundaria se convirtió en una institución independiente como el Conservatorio de Ballet y Música de Liubliana en 1953.